# Gabriel Kroon
Gabriel Eugen Kroon, född 7 november 1996 i Finland, är en svensk politiker (sverigedemokrat). Han är sedan 2018 ledamot och gruppledare för Sverigedemokraterna i Region Stockholm. Inför valet 2022 bytte han regionen mot kommunen och efterträdde Peter Wallmark som Sverigedemokraternas gruppledare i Stockholms stad. Kroon blev i samband med valet 2022 även invald till riksdagen, men lämnade uppdraget efter ett par veckor för att i stället satsa på kommunpolitiken.
Kroon har affärsverksamhet tillsammans med sin far Kalle Kroon.

## Bakgrund
Kroon är son till affärsmannen Kalle Kroon. Föräldrarna invandrade till Sverige från Sovjetunionen på 1980-talet. Gabriel Kroon föddes i Finland, men växte upp på Östermalm i Stockholm. Han är äldre bror till Julian Kroon som 2019 - 2023 var ordförande för Konservativa Förbundet.
Kroon har avlagt kandidatexamen i finans vid EU Business School 2017, masterexamen i internationell politisk ekonomi vid King's College London i England år 2019 samt masterexamen i hälsoekonomi, policy och management vid Karolinska Institutet 2022.
Han har ett yrkesmässigt engagemang i bland annat fastighetsaffärer med sin far Kalle Kroon.

## Karriär

### Regionen
Kroon blev personvald till landstingsfullmäktige i Stockholm i valet 2018 för valkretsen Yttre Västerort i Stockholms stad. I oktober samma år blev han gruppledare och han är även ledamot i regionstyrelsen. Utöver det är han ledamot i Mälardalsrådet, Landstingshuset i Stockholm AB, Hälso- och sjukvårdsnämnden, Hälso- och sjukvårdsnämndens avtalsutskott och Regionstyrelsens länsplane- och samhällsplaneringsutskott, innovations- och utvecklingsutskott arbets- och personalutskott samt produktionsutskott. Han är även ersättare i Regionstyrelsens innovations- och utvecklingsutskott.

### Staden
Efter att gruppledaren för Sverigedemokraterna i Stockholms stad Peter Wallmark blivit utesluten ur partiet kungjordes det att Kroon skulle bli hans efterträdare. Inför kommande val var Kroon toppkandidat på Sverigedemokraternas valsedlar och kandiderade även till borgarråd.

### Riksdagen
Mellan 2017 och 2019 arbetade Kroon som politisk sekreterare i finansutskottet i Sveriges riksdag.
I samband med riksdagsvalet 2022 blev Kroon invald i riksdagen för Stockholms kommun, men avsade sig uppdraget efter ett par veckor. Istället sade Kroon att han hade för avsikt att fokusera på arbetet i kommunfullmäktige i Stockholm.

### Entreprenörskap
Kroon har varit delaktig i flera bolag i Schweiz, Finland och Sverige tillsammans med sin far Kalle Kroon under åren 2014–2022. Åtta av dessa bolag är kommanditbolag i Sverige. Bolagen  var relativt små och verksamma inom ett flertal branscher som bygg, handel med eldrivna fordon och förlagsverksamhet. Kroon satt i styrelsen för fem bolag i Finland som förvaltar kontorsfastigheter och ett köpcentrum som köpts av faderns bolag. Gabriel Kroon har också gjort ett flertal fastighetsköp runt om i Sverige vid sidan av företagen. Kroons fastighetsaffärer har mött kritik och granskats av Dagens Nyheter och den finska nyhetsbyrån STT.